# James Sallis
James R. Sallis (* 21. Dezember 1944 in Helena, Arkansas) ist ein US-amerikanischer Schriftsteller, Poet, Kritiker, Redakteur, Musiker und Übersetzer.

## Leben
Sallis machte eine Ausbildung zum Atemtherapeuten und arbeitete in Intensivstationen an zahlreichen Kliniken.
Bereits zu Studienzeiten an der Tulane University in New Orleans konnte er erste Texte veröffentlichen. Nach dem Studium zog er erst nach Iowa und dann nach London. Dort entstand auch sein erstes Buch A Few Last Words, ein Band von Kurzgeschichten aus den Jahren 1967–1970. Er gab 1968/69 mit seinem Freund und Kollegen Michael Moorcock das Science-Fiction-Magazin New Worlds heraus. Sallis hat Raymond Queneau und Alexander Puschkin ins Englische übersetzt. Eine Biografie von Chester Himes erschien 2001. Momentan lebt er mit seiner Frau Karyn in Phoenix (Arizona) und lehrt Kreatives Schreiben am Phoenix College.
Bekannt wurde Sallis besonders durch seine sechs Bücher umfassende Reihe um den schwarzen Privatdetektiv Lew Griffin. James Sallis wurde für mehrere bedeutende Literaturpreise nominiert, darunter für den Anthony Award, den Nebula Award, den Edgar Allan Poe Award, den Shamus Award sowie den Dagger Award. Nicolas Winding Refn verfilmte seinen Roman Driver unter dem Titel Drive mit Ryan Gosling als Hauptdarsteller und wurde 2011 bei den Filmfestspielen in Cannes mit dem Preis für die beste Regie ausgezeichnet.

## Auszeichnungen
- 2008: Deutscher Krimi Preis – International (Platz 1) für Driver
- 2008: Krimi des Jahres 2007 (Platz 1) in der KrimiWelt-Bestenliste für Driver
- 2010: Krimi des Jahres 2009 (Platz 10) in der KrimiWelt-Bestenliste für Dunkle Schuld
- 2012: Krimi des Jahres 2011 (Platz 8) in der KrimiZEIT-Bestenliste für Der Killer stirbt
- 2012: Hammett Prize für The Killer is Dying (dt. Der Killer stirbt)
- 2013: Grand prix de littérature policière, Kategorie „International“ für Le tueur se meurt (dt. Der Killer stirbt)

## Bibliografie
Lew-Griffin-Reihe
- The Long-Legged Fly (1992).
  - Die langbeinige Fliege. Übersetzt von Georg Schmidt. DuMont, Köln 1999. ISBN 3-7701-4858-4
  - Auch als: Stiller Zorn. Gleiche Übersetzung, DuMont, Köln 2013. ISBN 978-3-8321-6235-1
- Moth (1993)
  - Nachtfalter. Übersetzt von Georg Schmidt. DuMont, Köln 2000. ISBN 3-7701-4982-3
- Black Hornet (1994)
- Eye of the Cricket (1997)
- Bluebottle (1999)
- Ghost of a Flea (2001)

Romane
- Renderings (1995)
- Death Will Have Your Eyes (1997)
  - Deine Augen hat der Tod. Übersetzt von Bernd W. Holzrichter. DuMont, Köln 1999.  ISBN 978-3-7701-4824-0 Auch bei: Liebeskind, München 2008. ISBN 978-3-935890-56-4
- Cypress Grove (2003)
  - Dunkle Schuld. Übersetzt von Jürgen Bürger. Heyne, München 2009. ISBN 978-3-453-43410-3
- Drive (2005)
  - Driver. Übersetzt von Jürgen Bürger. Liebeskind, München 2007. ISBN 978-3-935890-46-5
- Cripple Creek (2006)
  - Dunkle Vergeltung. Übersetzt von Kathrin Bielfeldt und Jürgen Bürger. Heyne, München 2010. ISBN 978-3-453-43411-0
- Salt River (2007)
  - Dunkles Verhängnis. Übersetzt von Jürgen Bürger. Heyne, München 2011. ISBN 978-3-453-43412-7
- The Killer is Dying (2011)
  - Der Killer stirbt. Übersetzt von Kathrin Bielfeldt und Jürgen Bürger. Liebeskind, München 2011. ISBN 978-3-935890-78-6
- Driven (2012)
  - Driver 2. Übersetzt von Kathrin Bielfeldt und Jürgen Bürger. Liebeskind, München 2012. ISBN 978-3-935890-99-1
- Others of My Kind (2013)
- Willnot (2016)
  - Willnot. Übersetzt von Jürgen Bürger und Kathrin Bielfeldt. Liebeskind, München 2019. ISBN 978-3-95438-102-9
- Sarah Jane (2019)
  - Sarah Jane. Übersetzt von Jürgen Bürger und Kathrin Bielfeldt. Liebeskind, München 2021. ISBN 978-3-95438-137-1

Sammlungen
- A Few Last Words (1970)
- Limits of the Sensible World (1994)
- Time's Hammers: Collected Stories (2000)
  - Fahren. Übersetzt von Martin Brinkmann. In: Krachkultur Nr. 15 (2013). ISBN 978-3-931924-10-2
- Sorrow's Kitchen (2000)
- A City Equal to My Desire (2004)

Sachliteratur
- The Guitar Players: One Instrument and Its Masters in American Music (1982)
- Difficult Lives: Jim Thompson – David Goodis – Chester Himes (1993)
- Gently into the Land of the Meateaters (2000)
- Chester Himes: A Life (2001)

Anthologien (als Herausgeber)
- The War Book (1969)
  - Das Kriegsbuch. Science-fiction-Kurzgeschichten gegen den Krieg. Übersetzt von Thomas Schlück. Hammer, Wuppertal 1972. ISBN 3-87294-032-5
- Jazz Guitars: An Anthology (1984)
- The Guitar in Jazz (1996)
- Ash of Stars: On the Writing of Samuel R. Delany (1996)

## Verfilmungen
- 2011: Drive